# La Voix du succès
Pour plus de détails, voir Fiche technique et Distribution.
La Voix du succès est un drame romantique américain, réalisé par Nisha Ganatra, sorti directement en vidéo à la demande aux États-Unis et au Québec et au cinéma en France en 2020.

## Synopsis
Grace Davis est une star de la musique  à l’ego surdimensionné mais proportionnel à son talent. Son assistante, Maggie Sherwoode, s'affaire à des tâches ingrates alors qu’elle rêve de devenir productrice. Lorsque le manager de Grace lui fait une proposition qui pourrait transformer sa carrière, Maggie et Grace élaborent ensemble un plan qui pourrait changer leur vie.

## Fiche technique
- Titre original : The High Note
- Réalisation : Nisha Ganatra
- Scénario : Flora Greeson
- Décors : Theresa Guleserian
- Costumes : Jenny Eagan
- Photographie : Jason McCormick
- Montage : Wendy Greene Bricmont
- Musique : Lesley Barber et Linda Cohen
- Producteur : Tim Bevan et Eric Fellner
  - Producteur délégué : Erik Baiers, Alexandra Loewy et Nathan Kelly
- Société de production : Focus Features et Working Title Films
- Sociétés de distribution : Universal Pictures
- Pays d'origine :  États-Unis
- Langue originale : anglais américain
- Format : couleur
- Genre : Drame romantique
- Durée : 112 minutes
- Dates de sortie :
  - États-Unis, Canada et Royaume-Uni : 3 juin 2020 (sur Internet)
  - France : 15 juillet 2020

## Distribution
- Dakota Johnson (VF : Garance Thénault) : Maggie Sherwoode
- Tracee Ellis Ross : Grace Davis
- Kelvin Harrison Jr. (VF : Geoffrey Loval) : David Cliff
- Bill Pullman : Max Sherwoode
- Zoë Chao (VF : Célia Asensio) : Katie
- June Diane Raphael (VF : Christèle Billault) : Gail
- Marc Evan Jackson : Alec
- Eugene Cordero (VF : Baptiste Mège) : Seth
- Eddie Izzard : Dan Deakins
- Ice Cube (VF : Rody Benghezala) : Jack Robertson
- Jonathan Freeman : Martin
- Ben Lewis : Chad
- Deniz Akdeniz (VF : Jérémy Prévost) : Spencer
- Rupak Ginn : Ryan
- Diplo (VF : Yann Sundberg) : Richie Williams
- Melanie Griffith : Tess